# Euclimacia nodosa
Euclimacia nodosa là một loài côn trùng trong họ Mantispidae thuộc bộ Neuroptera. Loài này được Westwood miêu tả năm 1847.